# Heksegryta
Heksegryta (norwegisch für Hexenkessel) ist eine Gruppe von Berggipfeln im antarktischen Königin-Maud-Land. Sie ragen zwischen dem Tal Belgen und dem Tverreggbreen in der Kirwanveggen der Maudheimvidda auf.
Norwegische Kartografen verliehen der Gruppe einen deskriptiven Namen und kartierten sie anhand von Vermessungen und Luftaufnahmen der Norwegisch-Britisch-Schwedischen Antarktisexpedition (1949–1952) und Luftaufnahmen der Dritten Norwegischen Antarktisexpedition.